# Josef Wenzig
Josef Wenzig (18. ledna 1807 Praha – 28. srpna 1876 Turnov) byl český pedagog a převážně německy píšící spisovatel a libretista, autor libret k operám Bedřicha Smetany Dalibor a Libuše.

## Život
Po dokončení studií byl vychovatelem, např. v domě nejvyššího purkrabího hraběte Karla Chotka, kde se seznámil s řadou významných osobností českého kulturního a společenského života. V roce 1833 nastoupil jako profesor německého jazyka, stylu a zeměpisu na pražskou německou reálku, kde setrval 16 let.
V revolučním roce 1848 byl zvolen do Národního výboru. Od roku 1849 připravoval a posléze vedl První českou reálku v Ječné ulici Praze.

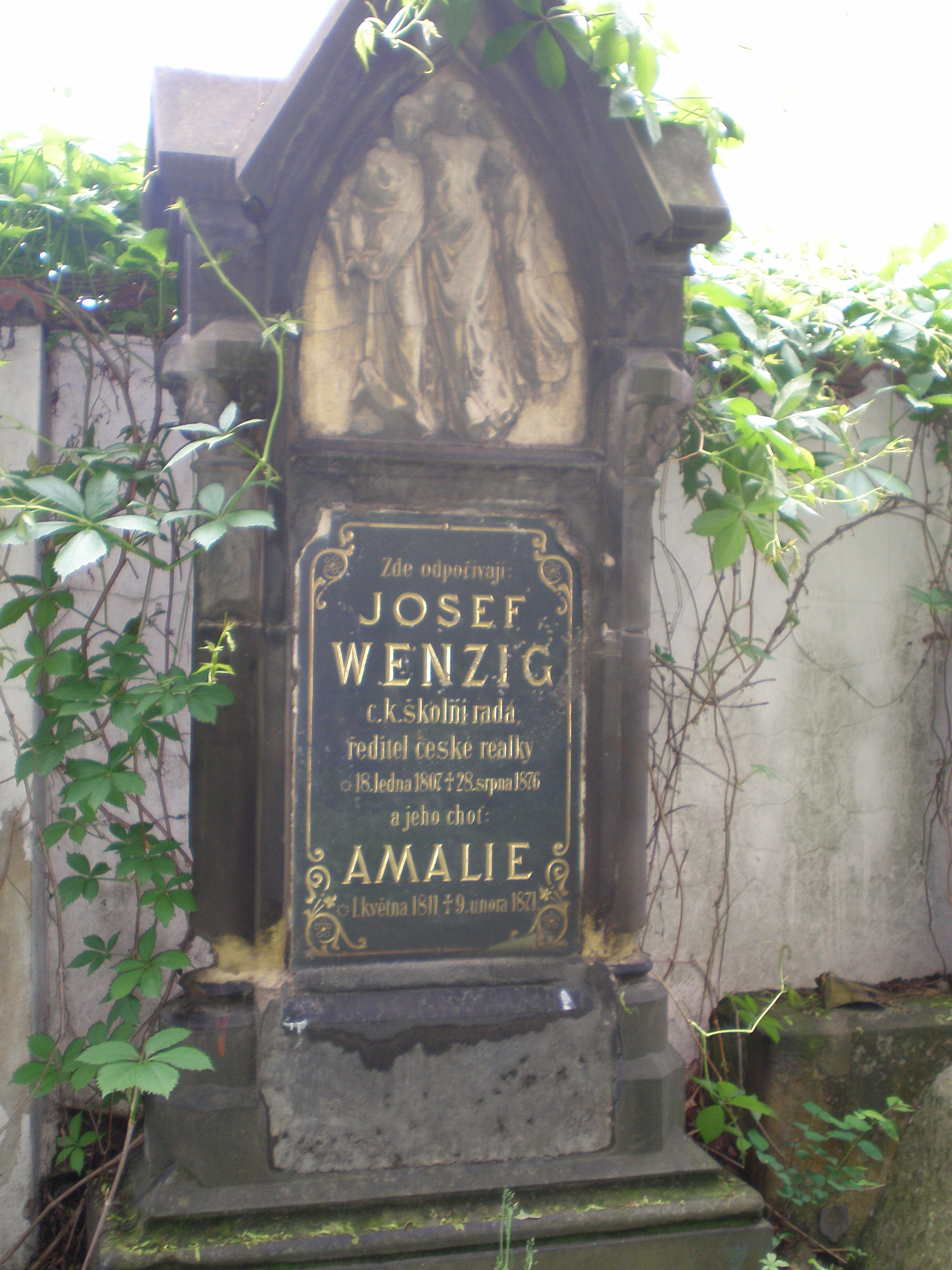
Hrob Josefa Wenziga na Olšanských hřbitovech v Praze

V roce 1853 ho jmenovali ředitelem českých škol reálných, tuto funkci si udržel i po publikování svého kritického článku Rozjímání rakouského občana o císařově dopisu z 9. září 1857,  kterým reagoval na tezi císaře Františka Josefa I. o jazykové jednotě školství v monarchii . Vyjádřil se v něm totiž na obranu češtiny ve školství a pro rozvoj národních kultur ve školách. Svůj názor obhájil i před hrozícím disciplinárním řízením ve Vídni i proto, že měl také autoritu dlouholetého učitele němčiny.
V roce 1861 byl zvolen z okresů královéhradeckého a nechanického do Českého zemského sněmu, kde v roce 1864 s poslanci Braunerem, Tonnerem a Zeithammerem prosadil přijetí návrhu zákona o jazykové rovnoprávnosti na školách nižších a středních, ačkoli byl původně předložen v roce 1861 poslaneckou menšinou. V srpnu 1868 patřil mezi 81 signatářů státoprávní deklarace českých poslanců, v níž česká politická reprezentace odmítla centralistické směřování státu a hájila české státní právo.
Byl i členem pražského zastupitelstva a jeho školské komise.
10. prosince 1864 byl Wenzig náhle penzionován z funkcí v české reálce, našel ale nové působiště založením Československé akademie obchodní. Byl i prvním předsedou Umělecké besedy a Matice lidu.

### Rodina a závěr života
S manželkou Amálií (1817-1871) měl syna Bedřicha (1836) a dceru Josefu (1837). Závěr života strávil v Turnově. Po smrti byl převezen do Prahy, kde byl slavně pohřben na Olšanech.

## Literární dílo
Napsal řadu divadelních her (např. Timoleon, Koruna, komedie Doktorka medicinae nebo Náhody, nehody, hody) a operních libret, z nichž jen některé byly provedeny či zhudebněny. Nejvýznamnější jsou jeho libreta ke Smetanovým operám Daliboru a Libuši. Dochovalo se i jeho nikdy nezhudebněné libreto ke čtyřaktové opeře Bitva na Vítkově. Na konci 50. let 19. století vyšly dvě unikátní výpravně ilustrované Wenzigovy knihy o Praze a Čechách.
Byl také překladatelem do němčiny (české národní písně, pohádky i tehdejší česká poezie) a autorem několika německy psaných studií o české literatuře.

## Památky
- Jméno Josefa Wenziga je umístěno na nápisové tabulce na fasádě pod okny budovy Národního muzea v Praze spolu s mnoha dalšími, viz Dvaasedmdesát jmen české historie.
- Wenzigova ulice na Novém Městě pražském